# Aarhus School of Business
Die Aarhus School of Business (dänisch: Handelshøjskolen Aarhus Universitet), kurz ASB, war eine bis 2006 selbständige Handelshochschule in der dänischen Stadt Aarhus. Seit 2007 ist diese eine Fakultät der Universität Aarhus.
Im Jahr 2006 zählte die ASB rund 7.000 Studierende und 430 wissenschaftliche Angestellte. Im Februar 2011 beträgt die Zahl der Studierenden bereits rund 16.500 und die der wissenschaftlichen Angestellten 705.
Die Handelshochschule geht auf eine Handelshochschule Den Jyske Handelshøjskole (DJH) aus dem 19. Jahrhundert zurück und wurde 1939 unter diesem Namen gegründet. Heute gliedert sie sich in sechs Abteilungen; Dekan der Handelshochschule ist Svend Hylleberg.
Die ASB bietet Studienprogramme in den Bereichen BWL, Kommunikation, Wirtschaftssprachen (englisch, deutsch, französisch, spanisch), Europäische Studien (European Studies) und MMC (Marketing and Management Communication) an.

## Master of Science and Arts
Die Masterstudiengänge teilen sich in zwei Fachbereiche auf: Kommunikation (Master of Arts in Corporate Communication) und Wirtschaftswissenschaften (Master of Science in Economics and Business Administration). Beim MSc gibt es wiederum 13 Fachrichtungen/Spezialisierungen, die auf Englisch gelehrt werden: Logistics und Supply Chain Management, Management Accounting and Control, Marketing, International Business, Information Management, Finance, Finance & International Business, Strategy Organization & Leadership, Consumer Affairs Management, EU Business and Law, Business Intelligence, International Economic Consulting, und Innovation Management.